# Мельничный сельсовет (Красноярский край)
Мельничный сельсовет — сельское поселение в Ирбейском районе Красноярского края.
Административный центр — село Мельничное.

## Население
| 2010 | 2012 | 2013 | 2014 | 2015 | 2016 | 2017 |
| ---- | ---- | ---- | ---- | ---- | ---- | ---- |
| 442  | ↘439 | ↘423 | ↘400 | ↗401 | ↘385 | ↘365 |

## Состав сельского поселения
В состав сельского поселения входят 2 населённых пункта:
| № | Населённый пункт | Тип населённого пункта       | Население |
| - | ---------------- | ---------------------------- | --------- |
| 1 | Галушка          | деревня                      | 0         |
| 2 | Мельничное       | село, административный центр | 442       |

## Местное самоуправление
Мельничный сельский Совет депутатов
Дата избрания: 14.03.2010. Срок полномочий: 5 лет. Количество депутатов: 10
Глава муниципального образования
- Винидиктова Светлана Владимировна. Дата избрания: 14.03.2010. Срок полномочий: 5 лет